# Falk Hoffmann
Pour les articles homonymes, voir Hoffmann.
Falk Hoffmann est un plongeur est-allemand né le 29 août 1952 à Karl-Marx-Stadt (RDA).

## Carrière
Il est sacré champion olympique en plateforme à 10 mètres aux Jeux olympiques d'été de 1980 à Moscou. 
Il intègre l'International Swimming Hall of Fame en 1999.